# Élection présidentielle mongole de 2013
L'élection présidentielle mongole de 2013 se déroule le 26 juin 2013. Elle est la sixième élection présidentielle depuis 1993. 
Le président sortant Tsakhiagiyn Elbegdorj, qui représente le Parti démocrate, est réélu avec 50,23 % des votes (1/3 des électeurs enregistrés), face au représentant du Parti du peuple mongol Baterdene Badmaanyambuu, qui ne totalise que 41,97 %. La troisième position est occupée par la représentante du Parti du peuple mongol Natsag Udval, avec seulement 6,50 % des votes.

## Système électoral
Le Président de Mongolie est directement élu par les citoyens de Mongolie au scrutin uninominal majoritaire à deux tours pour un mandat renouvelable une seule fois.
Les partis politiques représentés au parlement, le Grand Khoural d'État, soumettent des candidats lors de chaque élection. Cependant, avant son investiture, le président élu doit démissionner de tout parti politique : il représente l'unité du peuple.
Le président peut être destitué par le parlement s'il est reconnu coupable par la majorité des deux tiers de ses membres d'abuser de ses pouvoirs ou d'avoir violé son serment.
Les élections presidentielles mongoles ont la particularité de tenir réellement compte des votes blancs, en tant que votes valides entrant en compte dans le décompte des voix et de leur pourcentage (articles 97.9 et 99.2 de la loi électorale mongole). Or, un candidat devant réunir la majorité absolue des suffrages (50% +1 voix) pour être élu, il est possible qu' aucun candidat n'atteigne le seuil requis, même au second tour. Un tel résultat conduit alors à la tenue de nouvelles élections (article 8.6.2) pour laquelle l'ensemble des partis doivent présenter des nouveaux candidats,.

## Résultats
|                        | Tsakhiagiyn Elbegdorj        | Parti démocrate                        | 622 794   | 50,23 |  |  |
|                        | Badmaanyambuugiin Bat-Erdene | Parti du peuple mongol                 | 520 380   | 41,97 |  |  |
|                        | Natsag Udval                 | Parti révolutionnaire du peuple mongol | 80 563    | 6,50  |  |  |
|                        | Vote blanc                   | Vote blanc                             | 16 047    | 1,30  |  |  |
|                        |                              |                                        |           |       |  |  |
| Total                  | Total                        | Total                                  | 1 239 784 | 100   |  |  |
| Inscrits/Participation | Inscrits/Participation       | Inscrits/Participation                 | 1 864 273 | 66,50 |  |  |